# Данганнон Свифтс
«Данганнон Свифтс» (англ. Dungannon Swifts FC) — североирландский футбольный клуб из города Данганнон, в настоящий момент выступает в североирландской Премьер-лиге. Клуб основан в 1949 году, домашние матчи проводит на стадионе «Стангмо Парк», вместимостью 3 000 зрителей. Главным достижением «Данганнон Свифтс» стал выход в финал Кубка Северной Ирландии в 2007 году.

## Выступление в еврокубках
| Сезон   | Турнир          | Раунд |               | Клуб     | Счёт     |
| ------- | --------------- | ----- | ------------- | -------- | -------- |
| 2006    | Кубок Интертото | 1Р    | Флаг Исландии | Кеблавик | 0:0, 1:4 |
| 2007-08 | Кубок УЕФА      | 1К    | Флаг Литвы    | Судува   | 1:0, 0:4 |

- 1К — первый квалификационный раунд,
- 1Р — первый раунд.

## Достижения
- Кубок Северной Ирландии
  - Финалист: 2006/07
- Кубок североирландской лиги
  - Обладатель: 2017/18